# Kees den Tex
Cornelis Anne (Kees) den Tex (Amsterdam, 10 juni 1916 – Bergen, 7 september 1997) was een Nederlands beeldend kunstenaar.

## Werk
Na in het bedrijfsleven werkzaam geweest te zijn, besloot Den Tex in 1954 om zich aan de schilderkunst te wijden. Hij werd opgeleid aan de Rijksopleidingsinstituut voor Teekenleraren Amsterdam en aan de Rijksakademie van Beeldende Kunsten Amsterdam. Hij maakte zijn eerste studiereizen naar Frankrijk, samen met zijn vriend en leermeester Nico Berkhout (1915-1999), en vestigde zich vervolgens als beeldend kunstenaar in Bergen (NH). Den Tex was schilder en graficus. Zijn vroege schilderijen vertoonden nog duidelijk de figuratieve kenmerken van de Bergense School. Gaandeweg ging hij abstracter werken, zonder echter ooit een puur abstract schilder te worden. Tussen 1970 en 1980 onderging zijn werk invloeden van de popart, wat een aantal navrante, satirische olieverfschilderijen opleverde.
Den Tex exposeerde in zowel binnen- als buitenland, onder meer in Polen, de Verenigde Staten en Canada. Hij was bestuurslid van het KunstenaarsCentrumBergen (KCB). Met Karel Colnot (zoon van Arnout Colnot) en David Kouwenaar was hij nauw betrokken bij het tot stand komen van het Museum Kranenburgh.

## Familie
Den Tex werd, als lid van het geslacht Den Tex, in 1916 in Amsterdam geboren, als oudste zoon van de directeur van de Amsterdamse Liquidatiekas Emile den Tex en Louise Heldring. Hij was getrouwd met Frédérique Cécile (Pleunet) Frowein. Zij kregen drie zonen, waaronder JP den Tex. Den Tex overleed in 1997 en werd in zijn woonplaats Bergen begraven. Zijn jongere broer Emile den Tex was geoloog en hoogleraar in de petrologie in Leiden en Utrecht.